# Польський біографічний словник
Польський біографічний словник (пол. Polski Słownik Biograficzny (PSB)) — багатотомне академічне видання, що має мету накопичення біографій видатних, тих, що померли, осіб так чи інакше пов'язаних із Польщею, що проживали в державі чи поза її межами, від часів Попеля й до сучасності.
Перший том було видано у 1935 році і щорічно видавався ще один до 1938 року. Потім була перерва до 1946, яку спричинила друга світова війна. Повноцінне видавництво Словника відновлено у 1958 році. До 2030 року планується завершення видання у 62 томах.

## Проєкт
ПБС видається виключно Польською Академією Наук i Польською академією знань. Проєкт реалізується за підтримки Інституту Історії імені Тадеуша Мантойфля ПАН і дотується Фундацією розвитку польської науки.
Над Словником працює близько 8000 осіб.

## Редагування
Ініціатором і першим головним редактором був Владислав Конопчинський. 1949 hjre через тиск з боку влади змушений залишити посаду редактора. 1958 року Казімеж Лепший, a у 1964 році — Емануель Ростворовський. Від 1989 до 2002 року редактором був Генрик Маркевич. Від 2003 року посаду редактора обіймає літературознавець Анджей Романовський.